# Новозіріково
Новозірі́ково (рос. Новозириково, башк. Яңы Ерек) — присілок у складі Гафурійського району Башкортостану, Росія. Входить до складу Зілім-Карановської сільської ради.
Населення — 101 особа (2010; 131 в 2002).
Національний склад:
- чуваші — 91%